# Renny Vega
Renny Vicente Vega Hernández (Acarigua, estado Portuguesa, Venezuela, 4 de julio de 1979) es un exfutbolista venezolano que jugaba como portero y su último equipo fue el Zulia Fútbol Club de la Primera División de Venezuela.

## Trayectoria

### Comienzos
El año 1997, Vega viajó a Italia para jugar en las categorías inferiores del Udinese Calcio de la Serie A Italiana, o sea la primera división de aquel país. Sin embargo, tras un frustrado paso en Friuli, regresó a su país el año siguiente, uniéndose de forma profesional al club Deportivo Italchacao de la Primera División de Venezuela. Años más tarde recaló en el Deportivo Táchira, uno de los dos clubes más grandes de su nación, para luego justamente pasar al Caracas, rival de su club anterior y también equipo consolidado de aquel país.
Renny Vega juega en el 2002 en el Nacional Táchira que jugaba en San Juan De Colón, el cual venía de ser campeón.

### Aragua
En la temporada 2005–06, Vega es contratado por el Aragua Fútbol Club jugando 29 partidos por el torneo local. Durante esa estancia, Vega disputó un partido como delantero el 15 de noviembre de 2005 ante Mineros de Guayana donde el técnico Rafael Santana lo incluyó en la delantera en el minuto 58 por el brasileño Kléber dos Santos. No fue la primera vez que Vega juega de delantero, ya que hace dos temporadas, en otro encuentro, anotó un gol con su anterior equipo, el Deportivo Italchacao. Posteriormente firma con en el Carabobo para disputar la temporada 2006–07 de primera división.

### Bursaspor
En 2007, debido a su buen desempeño con la selección de fútbol de Venezuela y su club, fue transferido al Bursaspor de la Superliga de Turquía, siendo esta su segunda aventura en el Viejo Continente. Después de una temporada en el Bursaspor, se unió a Denizlispor, jugando sólo un partido con el equipo.

### Caracas
En enero de 2009, después de su mala racha en el Denizlispor, Vega regresó a Venezuela para unirse al Caracas Fútbol Club. Con Caracas jugó tanto en la Copa Libertadores y el torneo local. Tuvo un semestre exitoso con el Caracas al ser campeón en la Primera División Venezolana 2008/09 y en la Copa Venezuela 2009, para luego volver a ganar la Primera División Venezolana 2009/10.

### Colo-Colo
El 13 de febrero de 2012, Vega se transforma en el nuevo arquero de Colo-Colo, se confirma que lo de Renny es una cesión por la temporada 2012.
Su debut en Colo-Colo fue el sábado 5 de mayo, tras los errores de Francisco Prieto demostrando seguridad bajo los tres palos y demostrando de que merece estar de titular en el cuadro albo.
En un partido contra Santiago Wanderers se hizo expulsar tras un grosero error de él, obligándolo a estar de suplente otra vez en el cuadro albo.
Al término de 2012 sufre una lesión que lo deja sin actividad hasta el fin de temporada, con esto el fin de su paso por el cuadro santiaguino, al término de su cesión.

### Deportivo La Guaira
En junio del 2013 Real ESPPOR Club, que ahora pasaría a llamarse Deportivo la Guaira, argumentando que toma esta decisión en debido a que quiere jugar en un equipo cuya base este cerca de su familia y de un lugar de descanso para su posterior retiro como es La Guaira, en el Estado Vargas, aunque la primera base del nuevo equipo litoral se encontraría en el mismo Brígido Iriarte, a falta de un campo con las condiciones adecuadas.

### Clube de Futebol União
En agosto del 2015 La agencia Rg Soccer confirmó que el arquero Renny Vega firmó un contrato por un año para jugar con el Unión de Madeira de la primera división de Portugal.
Vega, quien estaba sin aclub desde que expiró su vínculo con el Deportivo La Guaira, estará con el club portugués hasta junio de 2016.
El guardameta de 36 años de edad estuvo en el extranjero en el Colo Colo de Chile y el equipo Turco Bursaspor.
En enero de 2016 el club Uniao Madeira rescindió su contrato con el jugador.

### Deportivo Anzoátegui
El 22 de febrero de 2016 se anunciaría su fichaje por el conjunto aurirrojo para disputar el Torneo Apertura 2016.

### Zulia Fútbol Club
El 6 de enero de 2017 el cuadro petrolero anuncia su fichaje para disputar el Torneo Apertura 2017.

## Selección nacional

### Comienzos
En 1998, Vega fue nombrado el mejor portero joven de su país y fue incluido en el equipo que jugaría la Copa América 1999 en Paraguay. El 30 de junio de 1999 hizo su debut internacional a los 19 años en una desastrosa derrota 7-0 ante Brasil.
Vega fue llamado de nuevo al equipo en febrero de 2007 para un partido amistoso internacional contra Chile y también en la preparación para la Copa América 2007 que se llevaría a cabo en Venezuela. En mayo de ese año, fue incluido en la lista de 23 hombres del entrenador Richard Páez para jugar en el torneo continental.

### Copa América 2007
El 26 de junio de 2007, Vega jugó en el partido inaugural de la Copa América 2007 en el Polideportivo de Pueblo Nuevo en el empate 2-2 ante Bolivia, también lo hizo en los partidos ante Perú (2-0) y Uruguay (0-0). Venezuela por primera vez en su historia futbolística avanzó a los cuartos de final de este torneo. Sin embargo fue eliminada después caer derrotados por 4-1 ante Uruguay.

### Copa América 2011
Antes de la Copa América 2011 celebrada en la Argentina, Renny jugado dos de los tres partidos amistosos previos al torneo. El primer juego fue una victoria de 2-0 sobre Guatemala y en el segundo partido contra España, Vega cometió dos errores que llevaron a su equipo a una derrota por 3-0. Vega jugó los 90 minutos en el partido inaugural del Grupo B con Brasil. Durante el partido contra la verdeamarelha, Vega dejó una serie de intentos de gol de estrellas como Neymar, Alexandre Pato y Robinho, y gracias al travesaño y a su actuación, el juego terminó 0-0.Antes del juego, dijo Vega: "Los equipos grandes no van a conseguir un camino de rosas, van a tener que dar todo en cada partido".
El 13 de julio de 2011, en el último partido de la fase de grupos ante Paraguay, el avance de Venezuela hacia los octavos de final por segunda vez en su historia, tras empatar 3-3 en forma dramática. El juego se estaba perdiendo por 3-1 en el minuto 85, pero gracias a un gol de Nicolás Fedor en el minuto 89, el equipo busca el empate en el minuto 93, en el que Vega se acercó a una esquina y cabeceó el balón ayudar centro de la espalda Grenddy Perozo en la puntuación del gol del empate.Ya en cuartos de final jugando ante Chile recibió un gol en el segundo tiempo que empataría el partido 1-1, al final su equipo ganaría 2-1 pasando por primera vez a semifinal.
Su rival en semifinales sería ante Paraguay llegando hasta penales donde su equipo perdió 5-4 debido a un penal fallado por Franklin Lucena, en la definición del tercer lugar su equipo perdió 4-1 frente a Perú obteniendo un histórico 4.º lugar.

### Participaciones internacionales

#### Participaciones en Copa América
| Copa América      | Sede      | Resultado        | PJ | Goles recibidos |
| ----------------- | --------- | ---------------- | -- | --------------- |
| Copa América 1999 | Paraguay  | Primera fase     | 2  | 10              |
| Copa América 2001 | Colombia  | Primera fase     | 0  | 0               |
| Copa América 2007 | Venezuela | Cuartos de final | 4  | 6               |
| Copa América 2011 | Argentina | 4.º lugar        | 6  | 8               |

## Clubes

### Juvenil
| Club             | País      | Año       | PJ |
| ---------------- | --------- | --------- | -- |
| Nacional Táchira | Venezuela | 1998-2000 | 0  |
| Udinese          | Italia    | 2000-2001 | 0  |

### Profesional
| Club                   | País      | Año       | PJ |
| ---------------------- | --------- | --------- | -- |
| Deportivo Italchacao   | Venezuela | 2001-2003 | 11 |
| Deportivo Táchira      | Venezuela | 2003-2004 | 9  |
| Caracas                | Venezuela | 2004-2005 | 88 |
| Aragua                 | Venezuela | 2005-2006 | 21 |
| Carabobo               | Venezuela | 2006-2007 | 29 |
| Bursaspor              | Turquía   | 2007-2008 | 22 |
| Caracas                | Venezuela | 2008-2011 | 79 |
| Colo-Colo              | Chile     | 2011-2013 | 15 |
| Deportivo La Guaira    | Venezuela | 2013-2015 | 45 |
| Clube de Futebol União | Portugal  | 2015-2016 | 3  |
| Deportivo Anzoátegui   | Venezuela | 2016      | 0  |
| Zulia FC               | Venezuela | 2017      | 16 |

## Palmarés

### Campeonatos nacionales
| Título                        | Club                | País      | Año     |
| ----------------------------- | ------------------- | --------- | ------- |
| Primera División de Venezuela | Nacional Táchira    | Venezuela | 2001/02 |
| Torneo Clausura               | Caracas FC          | Venezuela | 2009    |
| Primera División de Venezuela | Caracas FC          | Venezuela | 2008/09 |
| Copa Venezuela                | Caracas FC          | Venezuela | 2010    |
| Torneo Clausura               | Caracas FC          | Venezuela | 2010    |
| Primera División de Venezuela | Caracas FC          | Venezuela | 2009/10 |
| Copa Venezuela                | Deportivo La Guaira | Venezuela | 2014    |